# Clusiodes aberrans
Clusiodes aberrans är en tvåvingeart som beskrevs av Frey 1928. Clusiodes aberrans ingår i släktet Clusiodes och familjen träflugor. Inga underarter finns listade i Catalogue of Life.